# Polycarpaea timorensis
Polycarpaea timorensis är en nejlikväxtart som beskrevs av Bakker. Polycarpaea timorensis ingår i släktet Polycarpaea och familjen nejlikväxter. Inga underarter finns listade i Catalogue of Life.